# Edwin Davis Company

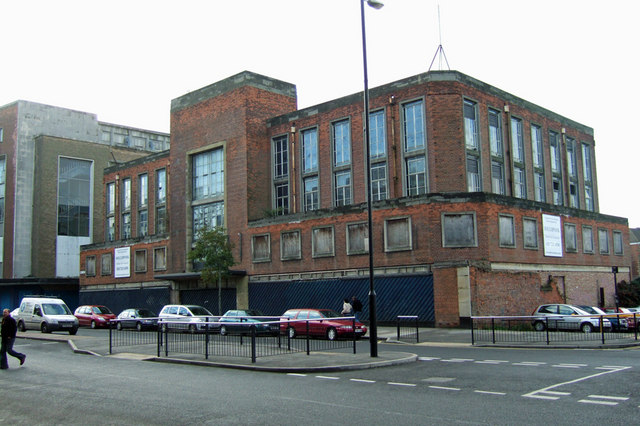
Het voormalige warenhuis Edwin Davis in Bond Street, Hull. Gemaakt in december 2007.

De Edwin Davis Company was een warenhuis gevestigd in Kingston upon Hull dat actief was van rond 1840 tot 1978.

## Geschiedenis

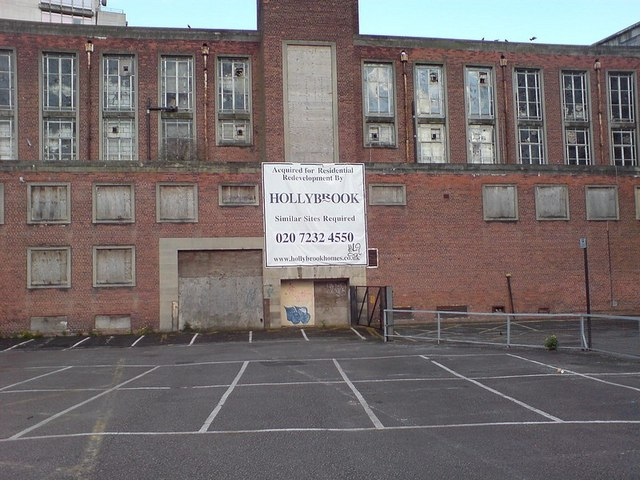
De achterkant van het voormalige warenhuis in mei 2007.

Het bedrijf vestigde zich rond 1840 bij de Grote Markt in de stad en breidde verder door naastgelegen winkels in te nemen. In 1910 kreeg het pand een nieuwe gevel met klassieke zuilen aan weerszijden van de enorme winkelpui. Aan het begin van de 20e eeuw was de winkel een prominente plek voor winkelend publiek geworden. Tijdens de Eerste Werreldoorlog, in 1915,  werd de winkel volledig verwoest door een bom. In 1920 werd een vervangende winkel gebouwd in Bond Street, die tijdens de Tweede Wereldoorlog zwaar beschadigd raakte. In de jaren 1930 hanteerde het bedrijf de slogan 'the store with the right prices'. De derde en laatste winkel van het bedrijf, rond 1852, eveneens gebouwd in Bond Street bleef open tot 1978. Het bedrijf was al meer dan een eeuw actief in de stad.
Nadat het bedrijf in 1978 werd gesloten, werd het voormalige warenhuispand op vele manieren gebruikt, onder meer als nachtclub 'Evolution' in de jaren negentig en als amusementshal, maar geen van deze was permanent. Rond 1998 werd het pand voor het laatst gebruikt en lag er sindsdien verlaten bij. Vanwege de prominente plaats in de stad en de langdurige vervallen staat ervan, kreeg de eigenaar in februari 2015 een waarin geëist wordt om noodzakelijke reparaties uit te voeren.  
Het is niet bekend of deze reparaties inderdaad zijn uitgevoerd, maar sinds juni 2016 stond het gebouw er nog steeds verlaten bij. Het gebouw is door sommige raadsleden omschreven als een 'doorn in het oog' en als een 'ziekte'.
Sinds januari 2010 is Alpha Properties (London) Limited eigenaar van het gebouw. De vorige eigenaren, de in Londen gevestigde projectontwikkelaar Hollybrook Limited, hadden in maart 2005 plannen ingediend om 138 appartementen en 51 parkeerplaatsen te bouwen na de sloop van het bestaande gebouw, waarbij ze beloofden dat er een investering van £ 15 miljoen in de stad zou worden gedaan. Destijds verklaarde het bedrijf dat ze 'een van de minder glamoureuze steden van Engeland naar een tijdperk van modern stadsleven wilden slepen', maar beweerde dat hun 'werk te weinig was' om mensen uit heel Engeland naar de stad te lokken. De plannen van het bedrijf werden echter niet gerealiseerd en de locatie kwam in januari 2010 weer op de markt  voor £ 1,5 miljoen. In juni 2016 werd de vraagprijs voor de locatie verlaagd naar £ 1 miljoen. 
In 2015 hadden een aantal gemeenteraadsleden plannen voor de bouw van een zwembad en ijsarena met 5.000 zitplaatsen op het terrein, voor een bedrag van maximaal £ 7 miljoen. Dit zou de ijsbaan in het Kingston Park, die gebouwd was in de jaren 1980 en inmiddels aan het einde van zijn levensduur, vervangen. In 2015 was het de bedoeling dat er op de plek een zwembad en ijsbaan van 'Olympisch formaat' zouden worden gebouwd, maar later in maart 2016 werd besloten om in plaats daarvan de huidige zwemfaciliteiten van de stad te verbeteren en meer dan £ 750.000 te investeren in de twee belangrijkste zwembaden van de stad. Hoewel het idee van een zwembad werd geschrapt werd nog gehoopt dat er een nieuwe ijsbaan op de locatie zou verrijzen. 
In juli 2015 bekeek een groep historici, waaronder leden van de Hull Civic Society, door het gebouw, waarbij het interieur volledig verwoest bleek te zijn. 
Op 20 juli 2016 bevestigden de eigenaren van het voormalige warenhuis dat ze de plannen om er appartementen te bouwen opnieuw bekeken, daarbij verwijzend naar 'verbetering van de marktomstandigheden' als gevolg van de aanstaande Britse City of Culture-vieringen in 2017.
Eind 2020 is het pand ontruimd en volledig gesloopt. Een deel van Bond Street werd af en toe geblokkeerd door werklieden om de veiligheid van chauffeurs te garanderen.